# Halenia hieronymi
Halenia hieronymi är en gentianaväxtart som beskrevs av Ernest Friedrich Gilg. Halenia hieronymi ingår i släktet Halenia och familjen gentianaväxter. Inga underarter finns listade i Catalogue of Life.